# 動物発生論
『動物発生論』（どうぶつはっせいろん、希: Περὶ ζωων γενεσεως、羅: De Generatione Animalium、英: Generation of Animals）とは、古代ギリシャの哲学者アリストテレスによって書かれた、動物・生物に関する研究書の1つ。彼の5冊ある動物学著作の中では、最後の書であり、動物の生殖と発生について考察される。

## 構成
全5巻から成る。
- 第1巻 - 全23章
  - 第1章 - 序論。動物における起動因と質料因。
  - 第2章 - 性別と生殖器官。
  - 第3章 - 各種動物の睾丸と子宮。
  - 第4-7章 - 有血動物の雄性生殖器官。
  - 第8-11章 - 有血動物の雌性生殖器官と出産法。
  - 第12-13章 - 有血動物の生殖器官の位置。
  - 第14-16章 - 無血動物の生殖器官。有性生殖と自発的生殖（自然発生）。
  - 第17-18章 - 精液について。ヒポクラテスの汎性説。
  - 第19-20章 - 月経血について。
  - 第21-23章 - 著者の有性生殖説。
- 第2巻 - 全8章
  - 第1章 - 性別の存在理由。生殖法に基づいた動物の分類。胚子の発生。前成説と後成説。
  - 第2章 - 精液の本性。
  - 第3章 - 精液及び受精した胚子の霊魂。
  - 第4章 - 各種動物の発生について（挿入文）。
  - 第5章 - 雄による受精の火強末井（副題）。
  - 第6章 - 胚子の発生。
  - 第7章 - 胚子の栄養。雑種と不妊性。
  - 第8章 - ラバについて。
- 第3巻 - 全11章
  - 第1-2章 - 鳥類の発生。
  - 第3-5章 - 魚類の発生。
  - 第6-7章 - 種々の観察例。
  - 第8章 - 軟体類（頭足類）と軟殻類（甲殻類）の発生。
  - 第9章 - 有節類（虫類）の発生。
  - 第10章 - 蜂類の発生。
  - 第11章 - 殻皮類（貝類）の発生。人類及び四足類の起源。
- 第4巻 - 全10章
  - 第1-2章 - 胚子における性別の起源。
  - 第3章 - 遺伝について。奇形について1。
  - 第4章 - 奇形について2。一回の出産における産児数。
  - 第5章 - 重複妊娠について。
  - 第6章 - 新生児の発育について。
  - 第7章 - 石胎について。
  - 第8章 - 乳について。
  - 第9章 - 動物が頭から先に生まれる理由。
  - 第10章 - 妊娠期間について。
- 第5巻 - 全8章
  - 第1章 - 目的因のために存在する形質、必然によって存在する形質。胎児と幼児の状態。目の色について。視覚について。
  - 第2章 - 嗅覚と聴覚について。
  - 第3-5章 - 毛髪について。
  - 第6章 - 動物の色彩について。
  - 第7章 - 声について。
  - 第8章 - 歯の発生。質料因・起動因・目的因との関係。

## 日本語訳
- 『アリストテレス全集 9 動物発生論』 島崎三郎訳、岩波書店
- 『新版 アリストテレス全集11 動物の発生について』 今井正浩・濱岡剛訳、岩波書店